# Domanda chimica di ossigeno
In chimica, COD è l'acronimo di Chemical Oxygen Demand (in italiano letteralmente "domanda chimica di ossigeno").
Il suo valore, espresso in milligrammi di ossigeno per litro (mgO2/L), rappresenta la quantità di ossigeno necessaria per la completa ossidazione per via chimica dei composti organici ed inorganici presenti in un campione di acqua.

Insieme al BOD e TOC rappresenta uno dei parametri comunemente utilizzati per la misura indiretta del tenore di sostanze organiche presenti in un'acqua.

## Misura del COD
La misura del COD viene descritta dal metodo ufficiale IRSA-CNR numero 5135. Sulla base di questo metodo sono stati successivamente messi a punto metodi simili semi-automatici in cui i reattivi vengono predosati in fiale cui va aggiunto il campione da analizzare.
Il metodo, che consiste in una retrotitolazione, si basa sull'ossidazione delle sostanze organiche ed inorganiche, presenti in un campione d'acqua, mediante una soluzione di dicromato di potassio in presenza di acido solforico concentrato e di solfato di argento, come catalizzatore dell'ossidazione. L'eccesso di dicromato viene successivamente titolato con una soluzione a concentrazione nota di solfato di ammonio e ferro (II).
La concentrazione delle sostanze organiche ed inorganiche ossidabili, nelle condizioni del metodo, è proporzionale alla quantità di dicromato di potassio consumato. Lo ione cloruro è considerato un interferente, poiché la sua ossidazione può avvenire solo nelle condizioni del metodo utilizzato per il COD ma non in quelle presenti nelle acque naturali. Per campioni contenenti fino a 1000 mg/L di Cl-, l'interferenza dei cloruri viene praticamente eliminata addizionando al campione solfato di mercurio (II) nel rapporto in peso HgSO4:Cl- 10:1.
È consigliabile che l'analisi venga fatta il più presto possibile dopo il campionamento. Se il campione non può essere analizzato subito dopo il prelievo, al fine di evitare eventuali perdite conseguenti ad ossidazione biologica delle sostanze organiche, questi deve essere preservato per acidificazione fino a pH 1-2 con acido solforico.
Vi sono anche delle possibili interferenze, questo perché non tutte le sostanze organiche vengono ossidate in maniera completa dal dicromato di potassio. L'impiego di solfato d'argento aumenta la resa della reazione. Tuttavia alcuni composti (benzene, toluene, xileni, naftalene, antracene, ecc.) vengono ossidati parzialmente ed altri (piridina, ecc.) non subiscono ossidazione.
I cloruri invece vengono ossidati dal cromato e possono quindi dare interferenza positiva se presenti in elevate quantità (eliminabili col solfato di mercurio).

## COD e BOD
Nei moderni metodi di calcolo dei trattamenti biologici di un impianto di depurazione il COD viene sempre più frequentemente utilizzato al posto del BOD per la determinazione del tenore di sostanze biodegradabili presenti nelle acque reflue da trattare.

Infatti il BOD viene convenzionalmente determinato nell'arco di un periodo di 5 giorni alla temperatura di 20 °C mentre il calcolo del COD è molto più rapido (3 ore) e inoltre risulta meno suscettibile di errore durante la procedura di misurazione.

Il valore del COD totale  è di regola superiore al BOD perché:
- alcune sostanze organiche sono più facilmente ossidabili per via chimica che per via biologica;
- il bicromato di potassio tende ad ossidare anche le sostanze inorganiche (solfuri, sali metallici, ecc.) presenti nell'acqua.;
- alcune sostanze contenute nell'acqua possono essere tossiche per i batteri e pertanto causa di rallentamenti o riduzioni dell'attività biologica.

Pertanto il COD viene suddiviso in due frazioni:
- COD biodegradabile (bCOD)
- COD non biodegradabile (nbCOD) dato dalla differenza tra i CODtot e il bCOD. Nei reflui urbani tale aliquota è circa pari al 15% del CODtot

Tra il bCOD ed il BODtot, c'è una differenza dell'ordine del 5-10% perché nella determinazione di quest'ultimo non si tiene conto di una piccola parte della sostanza organica che viene trasformata in biomassa e pertanto non viene ossidata dai microrganismi.

il COD biodegradabile può essere ulteriormente suddiviso in:
- COD rapidamente biodegradabile (rbCOD) che misura il tenore di molecole organiche semplici - basso peso molecolare - quali amminoacidi, zuccheri, alcoli, aldeidi, ecc., presenti nel liquame (sostanze in soluzione). Tale materia organica può essere direttamente metabolizzata dai batteri aerobi. La sua incidenza è paria a 10-60% CODtot. Questa grande variabilità dipende anche dal tempo di permanenza dei liquami in fognatura, all'interno della quale i batteri iniziano la loro attività metabolica.
- COD lentamente biodegradabile (sbCOD) dovuta alla presenza di composti organici non di immediata utilizzazione da parte dei batteri  - -molecole a medio e alto peso molecolare - (sostanze in sospensione) e che richiedono una preventiva trasformazione in molecole più semplici. È pari al circa il 40-60% del CODtot

### COD/BOD
Il rapporto COD/BOD è un indice che identifica la biodegradabilità di un refluo.

Nelle acque reflue di origine urbana dove prevalgono le sostanze organiche biodegradabili,  il valore COD/BOD è pari a 1,9 ÷ 2,5 ciò vale anche per molti effluenti industriali provenienti da lavorazioni alimentari.

Il rapporto COD/BOD risulta più alto negli scarichi industriali nei quali prevalgono le sostanze organiche non biodegradabili.

## Normativa
La legge italiana consente lo scarico nei sistemi fognari di acqua il cui COD non sia superiore a 500 mg/L. Acque aventi valori superiori devono essere previamente trattate in modo da rimuoverne gli inquinanti. Per lo scarico in acque superficiali (fiumi, ecc.) il limite ammesso è pari a 160 mg/L (D.Lgs.152/06 - Allegato 5 alla parte terza, tabella 3). 